# Tanto monta

Escut dels Reis Catòlics

«Tanto monta», abreviació de «Tanto monta cortar como desatar» («tant és tallar com desfer»), fou una divisa utilitzada com a mot heràldic pel rei Ferran II d'Aragó, combinada amb el jou i les fletxes. Aquesta frase apareix en nombrosos edificis construïts durant el seu regnat que es va estendre de finals del segle xv a principis del segle xvi.
Aquesta frase popularment s'ha interpretat erròniament en castellà com «Tanto monta monta tanto Isabel como Fernando» com si «monta» signifiqués ‘mana’. En realitat, en la divisa «montar» significa ‘fer-hi’ i es refereix a la llegenda del nus gordià, volent dir que tant hi fa la manera de superar-lo, ja sigui desfent el nus o tallant-lo amb una espasa.
Els escuts es mostraven junts, però no units.

## Bibliografia

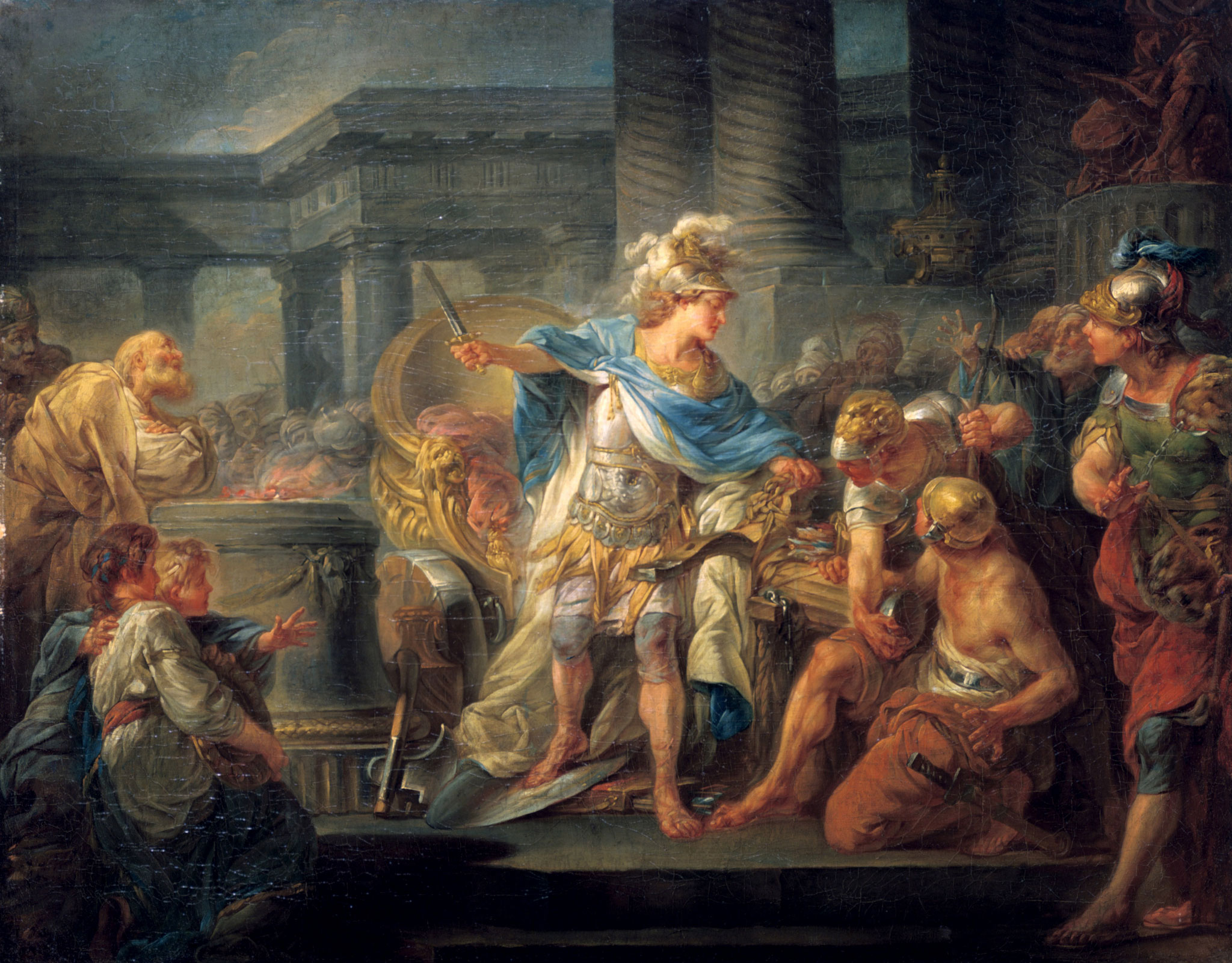
Alexandre Magne tallant el nus gordià.